# Campionato internazionale gran turismo 1965
Il Campionato internazionale costruttori gran turismo 1965, la cui denominazione ufficiale è International Championship for GT Manufacturers , è stata la 6ª edizione del Campionato internazionale gran turismo.
Organizzato e regolamentato dalla Federazione Internazionale dell'Automobile, tramite la Commissione Sportiva Internazionale, per le vetture gran turismo senza limiti di cilindrata suddivise in tre divisioni per ognuna delle quali viene assegnato un titolo assoluto. Si aggiudicano i titoli la Abarth-Simca per la Divisione I, la Porsche nella Divisione II, la Shelby nella Divisione III.
Quattro prove del Campionato sono valide anche per il Challenge mondiale endurance.

## Regolamento
Titoli assoluti
Vengono assegnati tre titoli assoluti:
- Campionato internazionale costruttori gran turismo - Divisione I riservato ai costruttori di vetture gran turismo con cilindrata entro 1.3 litri.
- Campionato internazionale costruttori gran turismo - Divisione II riservato ai costruttori di vetture gran turismo con cilindrata entro 2.0 litri.
- Campionato internazionale costruttori gran turismo - Divisione III riservato ai costruttori di vetture gran turismo con cilindrata oltre 2.0 litri.

Altri titoli
Viene inoltre assegnato un titolo riservato ai prototipi:
- Trofeo internazionale prototipi gran turismo riservato ai costruttori di prototipi.

Categorie
Gli organizzatore delle singole gare stabiliscono categorie in base alla cilindrata diverse dalle tre divisioni ufficiali. Una stessa vettura può quindi rientrare in una categoria in occasione di una gara e in altre alle prove successive. Al fine della classifica per il Campionato queste differenze sono irrilevanti dato che le divisioni stabilite dalla FIA non vengono variate e una stessa vettura rientra sempre nella medesima divisione.
- Gran turismo: vetture prodotte in numero minimo di 100 esemplari all'anno senza limiti di cilindrata raggruppate in tre divisioni[2]:

Divisione I
GT700: vetture gran turismo con cilindrata entro 0.7 litri
GT1.0: vetture gran turismo con cilindrata entro 1.0 litri
GT1.3: vetture gran turismo con cilindrata entro 1.3 litri
Divisione II
GT1.6: vetture gran turismo con cilindrata entro 1.6 litri
GT2.0: vetture gran turismo con cilindrata entro 2.0 litri
Divisione III
GT+2.0: vetture gran turismo con cilindrata oltre 2.0 litri
GT2.5: vetture gran turismo con cilindrata entro 2.5 litri
GT3.0: vetture gran turismo con cilindrata entro 3.0 litri
GT+3.0: vetture gran turismo con cilindrata oltre 3.0 litri
GT4.0: vetture gran turismo con cilindrata entro 4.0 litri
GT5.0: vetture gran turismo con cilindrata entro 5.0 litri
GT+5.0: vetture gran turismo con cilindrata oltre 5.0 litri
- Sport competizione: vetture biposto con carrozzeria aperta o chiusa e motori con cilindrata massima di 3 litri, progettate e costruite per le competizioni in un numero minimo di esemplari ma dotate degli equipaggiamenti per l'uso stradale, suddivise in classi secondo la cilindrata[2]

SR: vetture sport competizione
SR1.0: vetture sport competizione con cilindrata entro 1.0 litri
SR1.6: vetture sport competizione con cilindrata entro 1.6 litri
SR+1.6: vetture sport competizione con cilindrata oltre 1.6 litri
SR2.0: vetture sport competizione con cilindrata entro 2.0 litri
SR+2.0: vetture sport competizione con cilindrata oltre 2.0 litri
- Prototipi gran turismo: prototipi di vetture gran turismo con carrozzeria aperta o chiusa, senza un minimo di esemplari costruiti, senza limiti di cilindrata massima e suddivisi in classe[2]:

P: prototipi di vetture gran turismo
P1.0: prototipi di vetture gran turismo con cilindrata entro 1.0 litri
P1.6: prototipi di vetture gran turismo con cilindrata entro 1.6 litri
P2.0: prototipi di vetture gran turismo con cilindrata entro 2.0 litri
P3.0: prototipi di vetture gran turismo con cilindrata entro 3.0 litri
P+3.0: prototipi di vetture gran turismo con cilindrata oltre 3.0 litri
P4.0: prototipi di vetture gran turismo con cilindrata entro 4.0 litri
P+4.0: prototipi di vetture gran turismo con cilindrata oltre 4.0 litri
- Turismo

T500: vetture turismo con cilindrata entro 0.5 litri
T600: vetture turismo con cilindrata entro 0.6 litri
T700: vetture turismo con cilindrata entro 0.7 litri
T850: vetture turismo con cilindrata entro 0.85 litri
T1.0: vetture turismo con cilindrata entro 1.0 litri
T1.3: vetture turismo con cilindrata entro 1.3 litri
T1.6: vetture turismo con cilindrata entro 1.6 litri
T2.0: vetture turismo con cilindrata entro 2.0 litri
T2.5: vetture turismo con cilindrata entro 2.5 litri
T3.0: vetture turismo con cilindrata entro 3.0 litri

## Risultati
Nella seguente tabella riassuntiva sono riportati i costruttori, le vetture ed i piloti vincitori assoluti, oltre ai costruttori vincitori nelle singole divisioni gran turismo e tra i prototipi ma solo per le prove in cui sia stato assegnato il punteggio per le relative classifiche finali.
| Nº | Data         | Gara                          | Costruttore    | Vettura       | Piloti                           | Divisione I | Divisione II | Divisione III | Prototipi | Note                                        |
| -- | ------------ | ----------------------------- | -------------- | ------------- | -------------------------------- | ----------- | ------------ | ------------- | --------- | ------------------------------------------- |
| 1  | 28 febbraio  | 2000 km di Daytona            | Ford           | GT 40         | Ken Miles-Lloyd Ruby             |             | Porsche      | Shelby        |           |                                             |
| 2  | 27 marzo     | 12 Ore di Sebring             | Chaparral      | 2A            | Jim Hall-Hap Sharp               | MG          | Porsche      | Shelby        | Ford      | Valida per Challenge mondiale               |
| 3  | 11 aprile    | Gran Premio di Imola          | Abart-Simca    | 1300 Bialbero | Herbert Demetz                   | Abart-Simca |              |               |           | Riservata alle GT Divisione I               |
| 4  | 25 aprile    | Coppa Inter-Europa            | Abart-Simca    | 1300 Bialbero | Klaus Steinmetz                  | Abart-Simca |              |               |           | Riservata alle GT Divisione I               |
| 5  | 25 aprile    | 1000 km di Monza              | Ferrari        | 275 P         | Mike Parkes-Jean Guichet         |             | Porsche      | Shelby        | Ferrari   |                                             |
| 6  | 1º maggio    | Tourist Trophy                | Brabham        | BT8           | Denny Hulme                      |             |              | Shelby        |           |                                             |
| 7  | 9 maggio     | Targa Florio                  | Ferrari        | 275 P         | Nino Vaccarella-Lorenzo Bandini  | Abart-Simca | Porsche      | Ferrari       | Ferrari   | Valida per Challenge mondiale               |
| 8  | 16 maggio    | 500 km di Spa                 | Ferrari        | 250 LM        | Willy Mairesse                   |             | Porsche      | Ferrari       |           |                                             |
| 9  | 23 maggio    | 1000 km del Nürburgring       | Ferrari        | 330 P2        | John Surtees-Ludovico Scarfiotti | Abart-Simca | Porsche      | Shelby        | Ferrari   | Valida per Challenge mondiale               |
| 10 | 23 maggio    | Gran Premio del Mugello       | Ferrari        | 250 LM        | Mario Casoni-Antonio Nicodemi    |             | Alfa Romeo   |               |           |                                             |
| 11 | 13 giugno    | Cronoscalata di Rossfeld      | Porsche        | 904 Spyder    | Gerhard Mitter                   |             |              | Shelby        |           |                                             |
| 12 | 20 giugno    | 24 Ore di Le Mans             | Ferrari        | 250 LM        | Jochen Rindt-Masten Gregory      |             | Porsche      | Ferrari       | Ferrari   | Valida per Challenge mondiale               |
| 13 | 4 luglio     | 12 Ore del Reims              | Ferrari        | 365 P2        | Pedro Rodríguez-Jean Guichet     |             |              | Shelby        |           |                                             |
| 14 | 4 luglio     | Bolzano-Mendola               | Abarth-Simca   | 2000 GT       | Herbert Demetz                   | Abart-Simca |              |               |           | Riservata alle GT e T                       |
| 15 | 8 agosto     | Cronoscalata di Freiburg      | Ferrari        | Dino 206 SP   | Ludovico Scarfiotti              |             | Porsche      |               |           |                                             |
| 16 | 15 agosto    | Coppa Città di Enna           | Ferrari        | 250 LM        | Mario Casoni                     |             |              | Shelby        |           | Riservata alle GT                           |
| 17 | 29 agosto    | Cronoscalata di Ollon-Villars | Ferrari        | Dino 206 SP   | Ludovico Scarfiotti              | Abart-Simca | Porsche      | Ferrari       |           |                                             |
| 18 | 5 settembre  | 500 km de Nürburgring         | Alpine-Renault | M65           | Mauro Bianchi-Lucien Bianchi     | Abart-Simca |              |               |           |                                             |
| 19 | 19 settembre | 500 km di Bridgehampton 2.0   | Porsche        | 904 GTS       | Herb Wetanson                    | MG          | Porsche      |               |           | Riservata alle GT,T, P e SR entro 2.0 litri |
| 20 | 19 settembre | 500 km di Bridgehampton       | Chaparral      | 2A            | Hap Sharp                        |             |              | Shelby        | Ferrari   |                                             |

## Classifiche

### Campionato internazionale costruttori gran turismo divisione I
- Abarth-Simca

### Campionato internazionale costruttori gran turismo divisione II
- Porsche

### Campionato internazionale costruttori gran turismo divisione III
- Shelby

### Trofeo internazionale prototipi gran turismo
- Ferrari